# Zlatina
Zlatina (bulgariska: Златина) är ett distrikt i Bulgarien.   Det ligger i kommunen Obsjtina Provadija och regionen Oblast Varna, i den östra delen av landet, 300 km öster om huvudstaden Sofia.
Trakten runt Zlatina består till största delen av jordbruksmark. Runt Zlatina är det ganska tätbefolkat, med 52 invånare per kvadratkilometer.